# Neobank
A neobank, más néven digitális bank vagy online bank, egy olyan típusú innovatív pénzügyi szolgáltatás, amely kizárólag online formában, weboldalakon vagy mobil applikációkon keresztül érhető el, hagyományos fizikai fiókhálózatok nélkül. 
Az elnevezés alatt legtöbbször olyan fintech cégekeket értünk, amelyek a szó eredeti (vagy jogi) értelmében nem bankok, de a hagyományosan banki szolgáltatásokat nyújtják a hagyományos bankokhoz képest fejlettebb, korszerűbb technológiákat használva, gyakran hatékonyabban és olcsóbban. A neobankok nagy figyelmet fordítanak az ügyfelekre, dinamikus működésüknek köszönhetően gyorsan tudnak reagálni a folyamatosan változó igényekre, illetve mindig a legfrissebb technológiai irányokat követik.

## Jogi háttér
A neobank kifejezést a 2010-es évek közepén kezdték használni a hagyományos bankokhoz hasonló szolgáltatást nyújtó digitális szereplőkre. A fogalom mögött nincs törvényi definíció, ezért nincs egzakt meghatározása. Kezdetben olyan cégeket hívtak neobanknak, amelyek már működő, bejegyzett bankokkal együttműködve nyújtottak szolgáltatásokat. Ilyen esetben a neobank biztosítja a digitális platformokat, a felhasználói felületet és az ügyfélszolgálatot, míg a partnerbank nyújtja a háttérben a banki funkciókat: kezeli a betéteket, nyújtja a hiteleket, biztosítja az összeköttetést a pénzügyi rendszerekkel, illetve a szabályozói megfelelés fenntartásához szükséges összes egyéb feltételt.
A neobankok egyre nagyobb térnyerésével kialakultak olyan sikeres szereplők - mint például a Revolut -, amelyek néhány országban önálló banki engedély megszerzését kezdeményezték.

### Európai Unió
Az új, innovatív és biztonságos digitális szolgáltatások megjelenésének megkönnyítése és a hatékony verseny ösztönzése érdekében az Európai Unió (EU) 2009-ben megalkotta az Elektronikus Pénz Direktívát, ezzel jogi keretet kínálva a digitális pénzügyi szolgáltatóknak, így a neobankoknak is. A direktíva bevezette elektronikus pénz (e-pénz) fogalmát, melyet elektronikuspénz-kibocsátó intézmények jogosultak kibocsátani. Ilyen engedéllyel kezdte meg működését többek között a Revolut, a Wise és a magyar BinX is.

## Neobankok Magyarországon
Magyarországon is egyre több neobanki szolgáltatás érhető el. A legnépszerűbbek közé tartozik a határon átnyúló szolgáltatásként működő Revolut és a Wise, illetve egyetlen Magyarországon bejegyzett és az MNB felügyelete alatt működő szereplőként a BinX.